# العرشة (القفر)

تعديل مصدري - تعديل

العرشة محلة تابعة لقرية المعينة، التابعة لعزلة بني مرغم بمديرية القفر إحدى مديريات محافظة إب في الجمهورية اليمنية، بلغ تعداد سكانها 138 حسب تعداد اليمن لعام 2004.